# Эуфлес, Ингер
Ингер Эуфлес урождённая Дёвинг (норв. Inger Aufles; род. 29 мая 1941 года, Валлдал) — норвежская лыжница, олимпийская чемпионка, призёрка чемпионата мира.
На Олимпиаде-1968 в Гренобле стала чемпионкой в эстафетной гонке и бронзовой медалисткой в гонке на 10 км, кроме того стала 7-й в гонке на 5 км.
На Олимпиаде-1972 в Саппоро завоевала бронзу в эстафетной гонке, а также заняла 12-е место в гонке на 5 км и 12-е место в гонке на 10 км.
На чемпионате мира-1966 в Осло завоевала серебряную медаль в эстафетной гонке.